# Palacio de Justicia del Condado de Red Willow
El Palacio de Justicia del Condado de Red Willow (en inglés, Red Willow County Courthouse) es un edificio de gobierno ubicado en McCook, en el estado de Nebraska (Estados Unidos).  Es la sede de los tribunales del condado de Red Willow. 
El palacio de justicia actual es el cuarto del condado y fue construido en 1926. Sus antecesores se construyeron en 1873 y 1880 en Indianola, y en 1896 en McCook.
Fue diseñado por el arquitecto Marcus L. Evans en el estilo neoclásico, con "disposición simétrica, proporciones monumentales, superficie de piedra lisa, columnas prominentes, parapeto sin adornos, acabado rústico y sillar, y elementos clásicos como acroteria, columnas dóricas estriadas, rosetas y triglifos". Fue incluido en el Registro Nacional de Lugares Históricos el 5 de julio de 1990.

## Galería

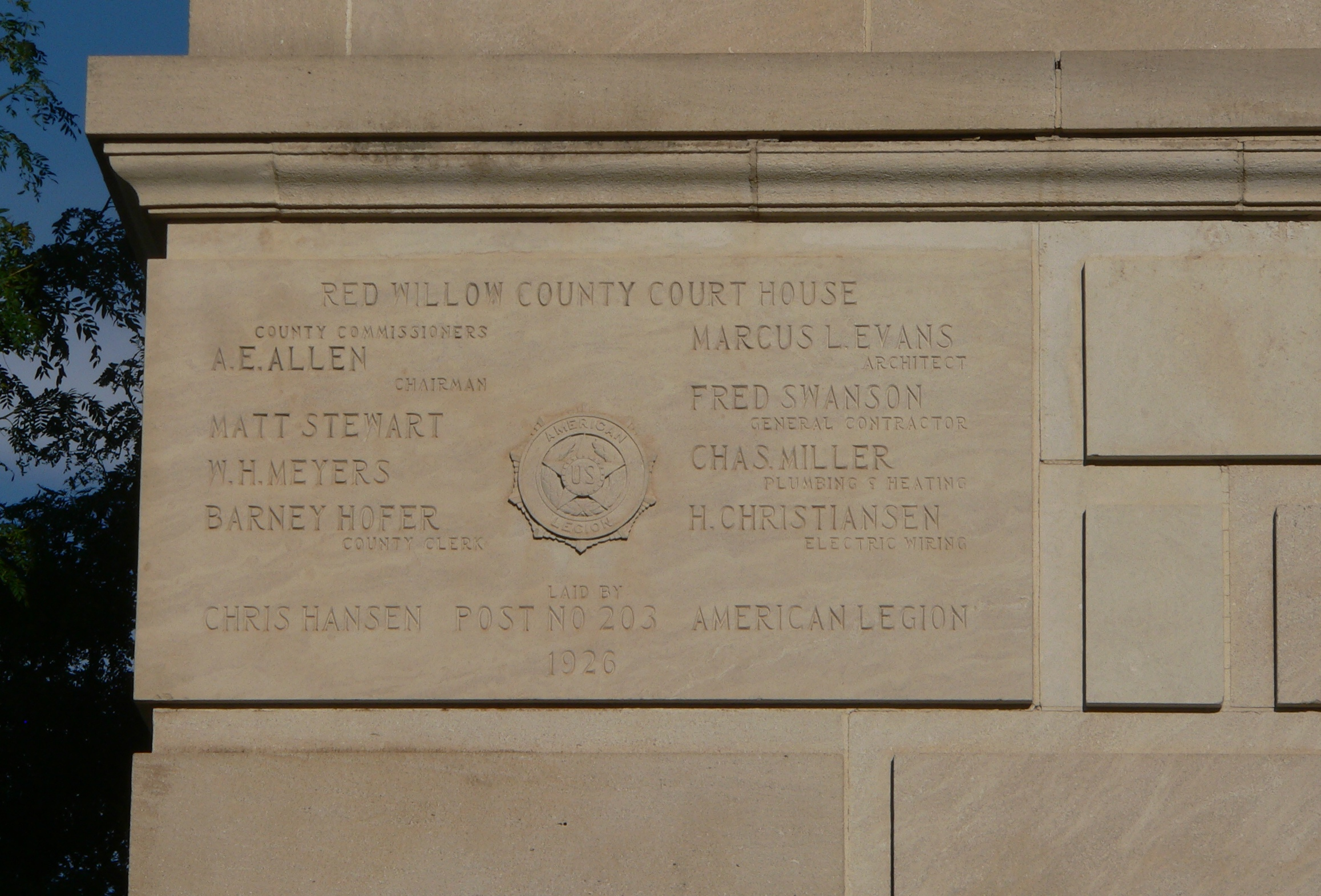
Piedra angular
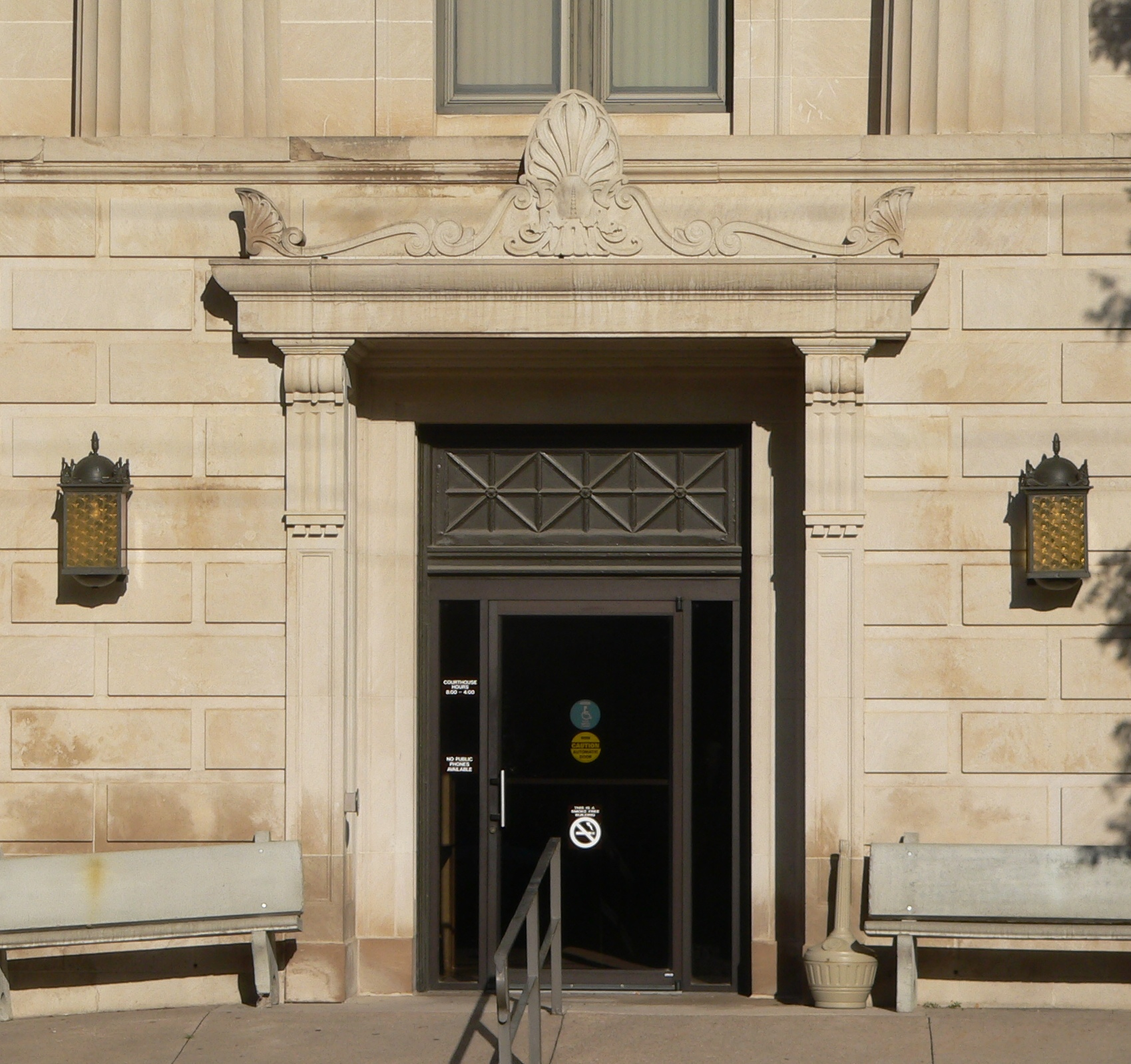
Entrada
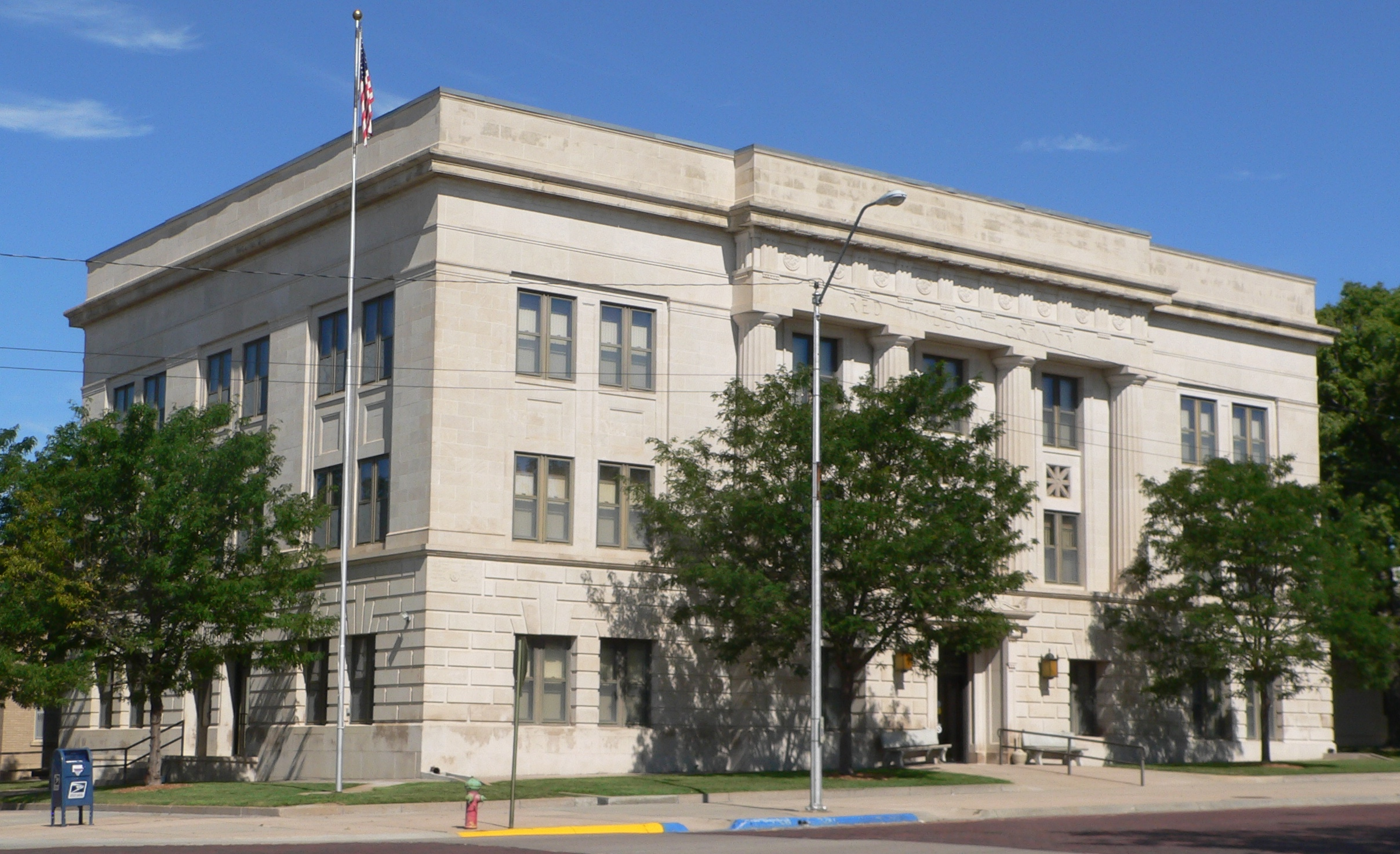
Costado sureste
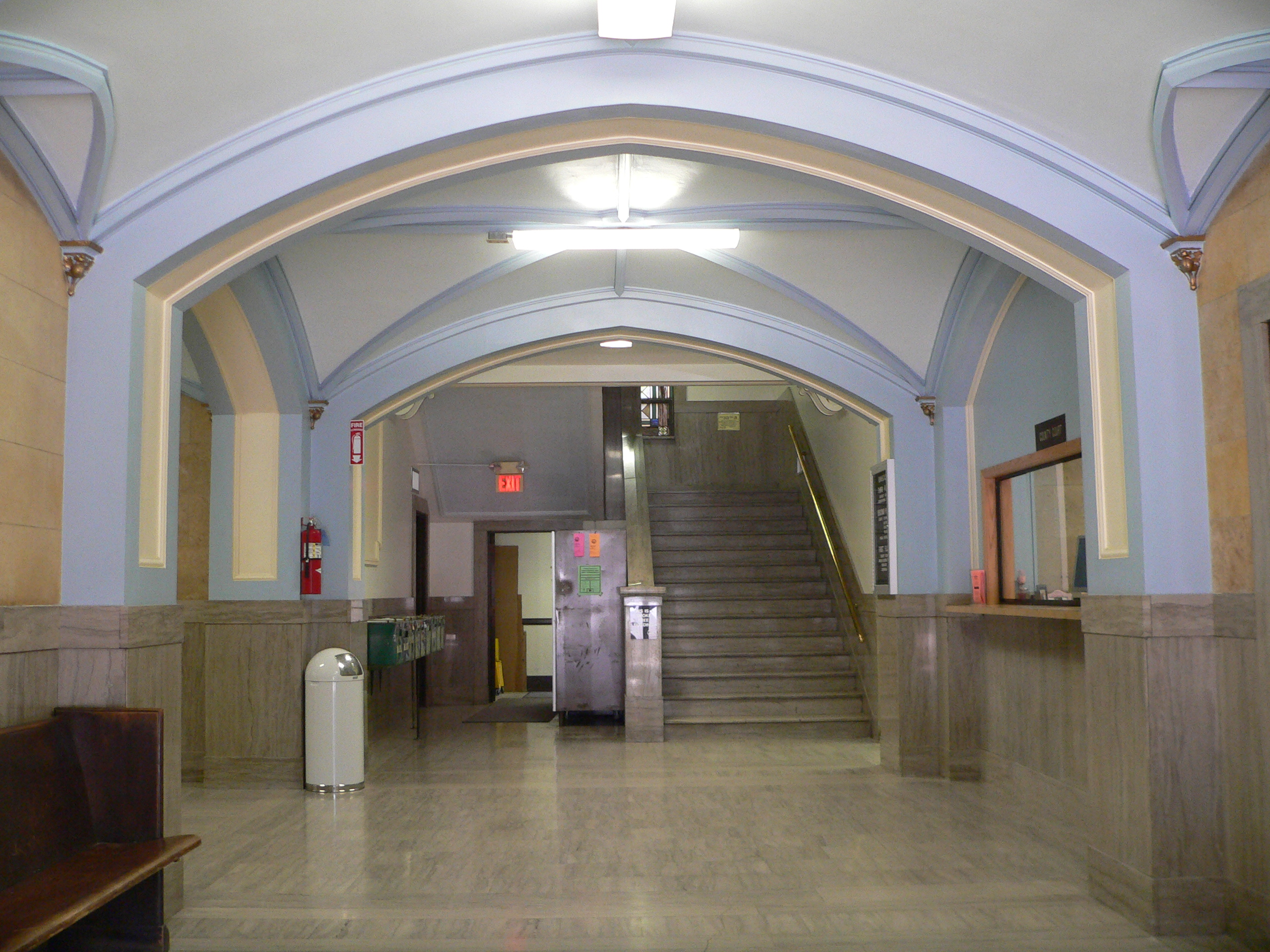
Interior
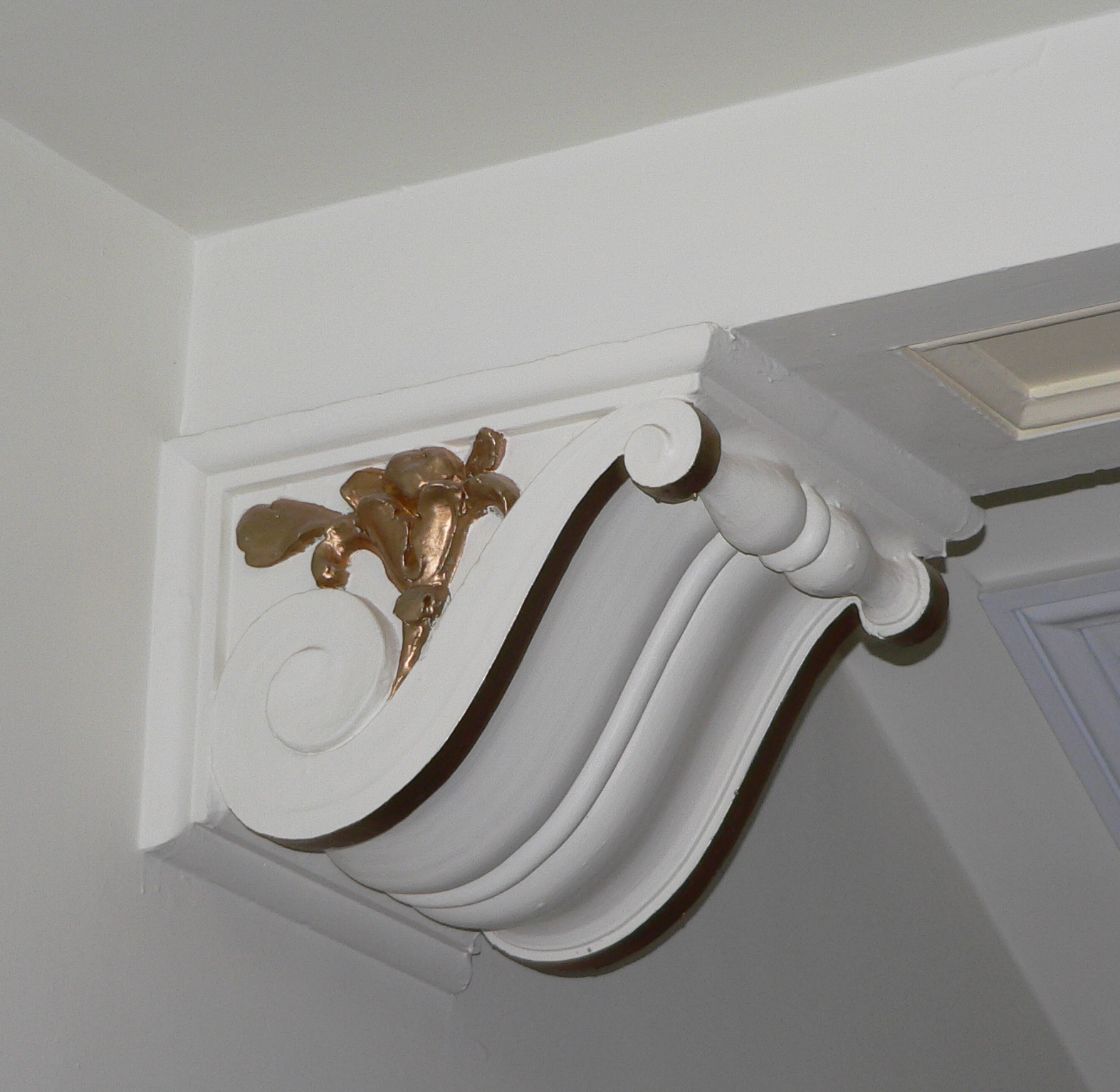
Detalle de la decoración